# 亀山パーキングエリア

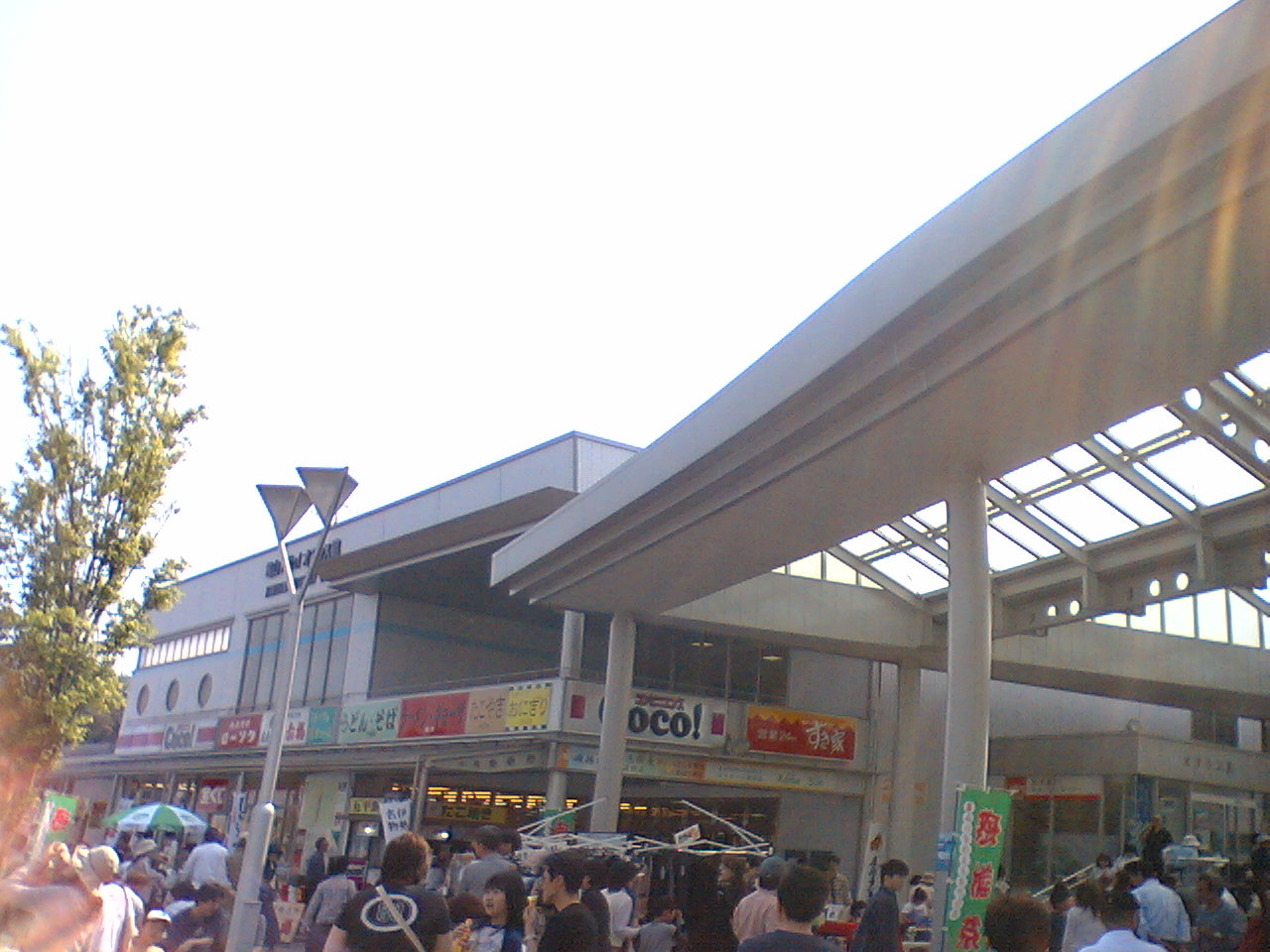
亀山ハイウェイオアシス館

亀山パーキングエリア（かめやまパーキングエリア）は、三重県亀山市の東名阪自動車道上にあるパーキングエリアである。

## 概要
上り線はPAに隣接する県営公園「亀山サンシャインパーク」と一体となっており、三重県内唯一のハイウェイオアシスを構成している。上り線の施設は一般道に面する県営公園の駐車場から徒歩・車椅子にて利用することが可能である。また、上り線側の県営公園と下り線側のPA間には、自動車専用（大型車を除く）の跨道橋が設けられており、下り線PAから県営公園と上り線の施設を利用することが出来る。

## 道路
- E23 東名阪自動車道（32-2番）

## 施設

### 上り線（名古屋・新名神方面）
- 駐車場
  - 大型 31台
  - 小型 146台
- トイレ
  - 男性 大6（和式2・洋式4）、小20
  - 女性 28（和式8・洋式20）
    - 同伴の男児用 2

  - 車椅子用 1
- スナック（7:30-20:30）
- リトルマーメイド（7:30-20:30）
- ショッピング（7:30-20:30）
- 自動販売機
- 亀山ハイウェイオアシス館
  - 牛丼すき家（24時間）
  - SAN珈琲店
  - カメヤマキャンドルハウスCHAオアシス店
  - 虎屋ういろ
  - 百五銀行ATM（平日9:00-20:00、休日9:00-19:00）
  - NTT西日本 フレッツ・スポットアクセスポイント

### 下り線（伊勢・尾鷲方面）
- 駐車場
  - 大型 31台
  - 小型 146台
- トイレ
  - 男性 大6（和式2・洋式4）、小20
  - 女性 28（和式8・洋式20）
    - 同伴の男児用 2

  - 車椅子用 1
- スナック（7:00-20:00）
- リトルマーメイド（7:00-20:00）
- ショッピング（7:00-20:00）
- 自動販売機
- コンビニエンスストア「ミニストップ」（24時間）
  - コンビニATM（イーネット 百五銀行管理）

## 亀山PAスマートインターチェンジ

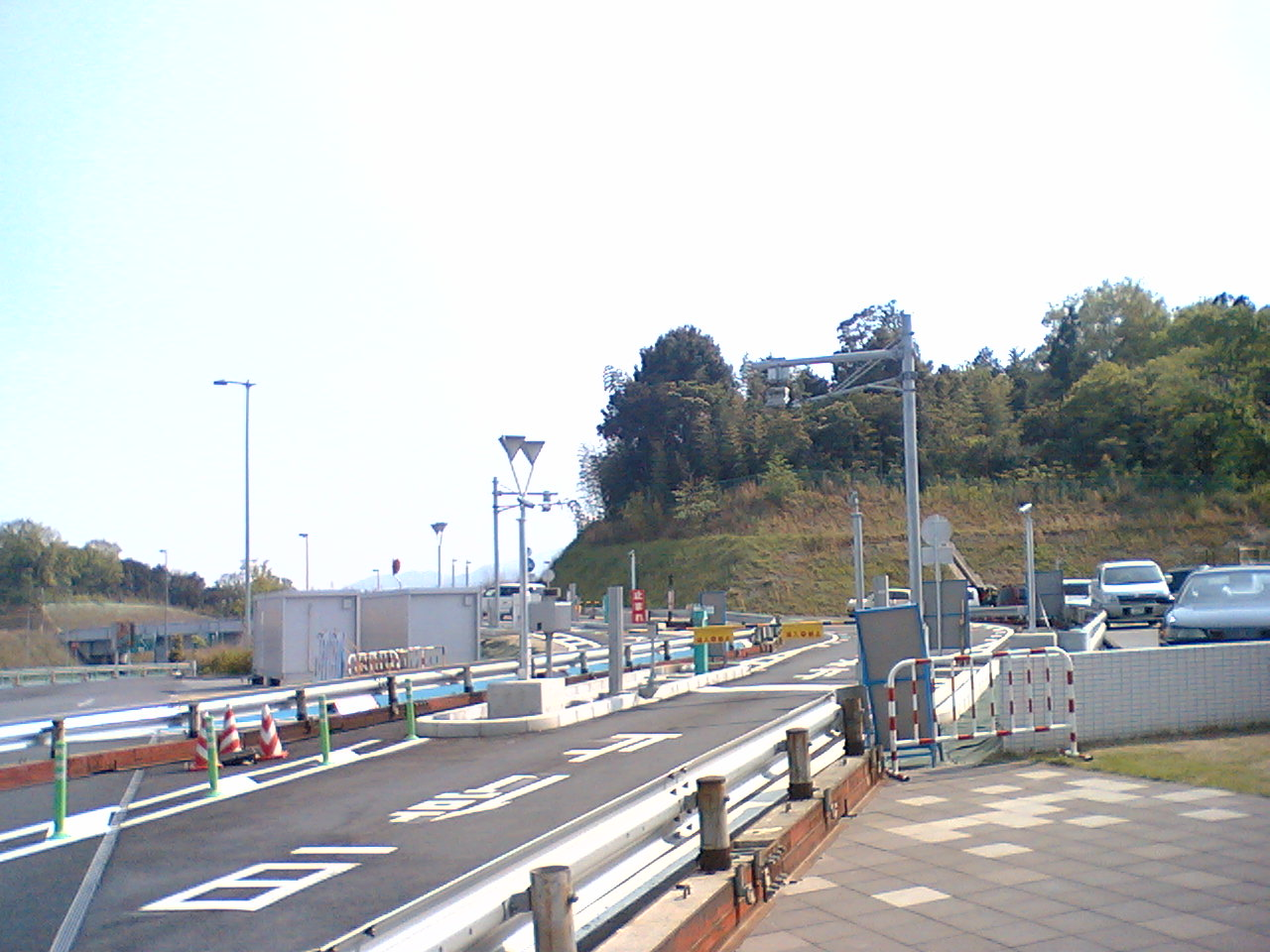
[参考資料]亀山PAスマートIC（改良前）

亀山PAスマートインターチェンジ（かめやまパーキングエリアスマートインターチェンジ）は、亀山パーキングエリアに併設されているスマートインターチェンジである。

### スマートインターチェンジの概要
スマートインターチェンジ社会実験の実験箇所に採択され、2005年（平成17年）12月17日から2007年（平成19年）3月31日までの間、上下線ともに亀山市道と接続する出入口が設置された。
2007年（平成19年）3月20日に連結許可を得て、同年4月1日より正式運用を行っている。
なお、2008年（平成20年）1月10日から3月30日まで安全対策工事のため運用を一時休止しスマートICに誤進入した車両を安全にUターンさせる前進型退出路が整備された。これによって全長12メートルを超える車種へ対応可能なスマートICに改良された。

### 歴史
- 2005年（平成17年）12月17日～2007年（平成19年）3月31日 : 実験期間（運用時間：毎日 午前6時-午後10時）。
- 2007年（平成19年）4月1日 : 正式運用開始（24時間運用化）。
- 2008年（平成20年）1月10日～2008年（平成20年）3月30日 : 終日運用休止（改良工事）。
- 2008年（平成20年）3月30日 : 運用再開（前進型退出路設置・全車種対応化）。

### 上り線
- 運用時間：24時間。
- 利用方向：名古屋方面への流入、伊勢・奈良方面からの流出。
- 対象車種：ETCを搭載した全車種。
- 接続道路：市道道野太岡寺側道3号線。

### 下り線
- 運用時間：24時間。
- 利用方向：伊勢・奈良方面への流入、名古屋方面からの流出。
- 対象車種：ETCを搭載した全車種。
- 接続道路：市道道野太岡寺側道1号線。

## 隣
E23 東名阪自動車道
(32-1) 亀山JCT - (32-2) 亀山PA/スマートIC - (33) 亀山IC